# Colquitt
Colquitt is een plaats (city) in de Amerikaanse staat Georgia, en valt bestuurlijk gezien onder Miller County.

## Demografie
Bij de volkstelling in 2000 werd het aantal inwoners vastgesteld op 1939.
In 2006 is het aantal inwoners door het United States Census Bureau geschat op 1920, een daling van 19 (-1,0%).

## Geografie
Volgens het United States Census Bureau beslaat de plaats een oppervlakte van
21,4 km², geheel bestaande uit land. Colquitt ligt op ongeveer 40 m boven zeeniveau.

## Plaatsen in de nabije omgeving
De onderstaande figuur toont nabijgelegen plaatsen in een straal van 32 km rond Colquitt.